# ريتشارد هوغرت
ولد هيربيرت ريتشارد هوقرت التابع للجمعية الملكية للآدب في 24 سبتمر عام 1918. هو بريطاني الجنسية وأكاديمي يعمل بمجالات علم الاجتماع والأدب الإنجليزي والدراسات الثقافية بالاخص الثقافة البريطانية الشعبية.

## مهنته
ولد هيربيرت في ليدز وتعلم في مدرسة كوكبودن الثانوية وجامعة ليدز، خدم بالمدفعية الملكية خلال الحرب العالمية الثانية وكان رئيس للموظفين، تم تعينه كمعلم للموظفين في جامعة هول من عام 1946 حتى 1959 ومحاضر في اللغة الإنجليزية في جامعة ليستر من عام 1959 حتى 1962.
أكثر أعماله المذكورة هي «أغراض محو الأمية» التي نشرت في عام 1957 تم تفسير جزء من سيرته الذاتية على أنها تباكي على فقدان الثقافة الأصلية والشعبية وإدانتها لفرض صناع الثقافة الثقافة الجماهيرية.
كان هوقرت الخبير الشاهد في محاكمة سيدة تشاترلي عام 1960 وكانت حجته الأساسية أخلاقية والبروتوستانتي في العمل، فهو ببساطة كرر الكلمات التي سمعها في أنحاء المبنى أثناء ذهابه للمحكمة لكن أحيانا يرى ان لها تأثير بالمحكمة.
أسس مركز المؤسسة للدراسات الثقافية المعاصرة عام 1964 وكان مديرها حتى 1969 كان هوقرت المساعد والمدير العام في الأمم المتحدة للتربية والعلم والثقافة عام (1971ـ1975) عندما كان بروفيسور في اللغة الإنجليزية بجامعة بيرمنغام (1962 ـ 1973). واخيرا مراقب في قولدسميثس وجامعة لندن (1967 ـ 1984) أعيد تسمية المبنى الأساسي الآن في قولدسميثس إلى «مبنى ريتشارد هوقرت» تكريما لمساهماته في الكلية بعد تقاعده من الحياة الأكاديمية. كان هوقرت عضو في الهيئات العامة واللجان العديدة بالإضافة إلى لجنة البيرمارل لخدمة الشباب عام (1958 ـ 1960) ولجنة الإذاعة بيلكنتون (1960 ـ 1926) ولجنة العنون ببريطانيا العظمى (1976-ـ 1981) ورجل الدولة والامة في شركة النشر المحدودة (1977-ـ 1981). كما كان رئيس المجلس الاستشاري لتعليم الكبار والتعليم المستمر (1977 ـ 1983) ووحدة بحوث الإذاعة (1981 ـ 1991) وعمدة في مسرح شكسبير الملكي (1962 ـ 1988). في الأعمال الحديثة مثل «كما نعيش الآن» (1995)، وقد عبر عن أسفه بسبب تراجع السلطة المعنوية التي يحملها الدين وهاجم التعليم المعاصر لتركيزه على النسبية الثقافية والمهنية وميلها عن التركيز على الجماهيرية.
لديه ابنين هما السياسي والصحافي سيمون هوقرت والناقد التلفزيوني هوقرت كما لديه ابنة تدعى نيكولا. تم عرض قضية تشاترلي كمسلسل تلفزيوني في 2006 على قناة البي بي سي التلفزيونية ببطولة الممثل ديڤد تينانت.